# Michael Hawkins
Steven Michael Hawkins (ur. 28 października 1972 w Canton) – amerykański koszykarz grający na pozycji rozgrywającego, reprezentant kraju, brązowy medalista mistrzostw świata z 1998.
Absolwent znanej amerykańskiej uczelni Xavier (Cincinnati). Nie został wybrany w drafcie, co nie przeszkodziło mu dostać się do NBA. 
W latach 2001–2002 był pierwszym rozgrywającym Śląska Wrocław, z którym to zdobył mistrzostwo Polski.

## Osiągnięcia
Na podstawie, o ile nie zaznaczono inaczej.
Drużynowe
- Mistrz:
  - Hiszpanii (2001)
  - Polski (2002)
- Finalista turnieju McDonalda (1997)
- Zdobywca pucharu Hiszpanii (2001)

Indywidualne
- Zaliczony do:
  - I składu:
    - najlepszych zawodników zagranicznych PLK (2002)
    - defensywnego CBA (1997)

  - II składu CBA (1997)
- Uczestnik meczu gwiazd CBA (1997)
- Lider CBA w:
  - asystach (1997)
  - przechwytach (1997)

Reprezentacja
- Wicemistrz igrzysk panamerykańskich (1999)
- Brązowy medalista mistrzostw świata (1998)[2]